# Corona fèrria de Llombardia

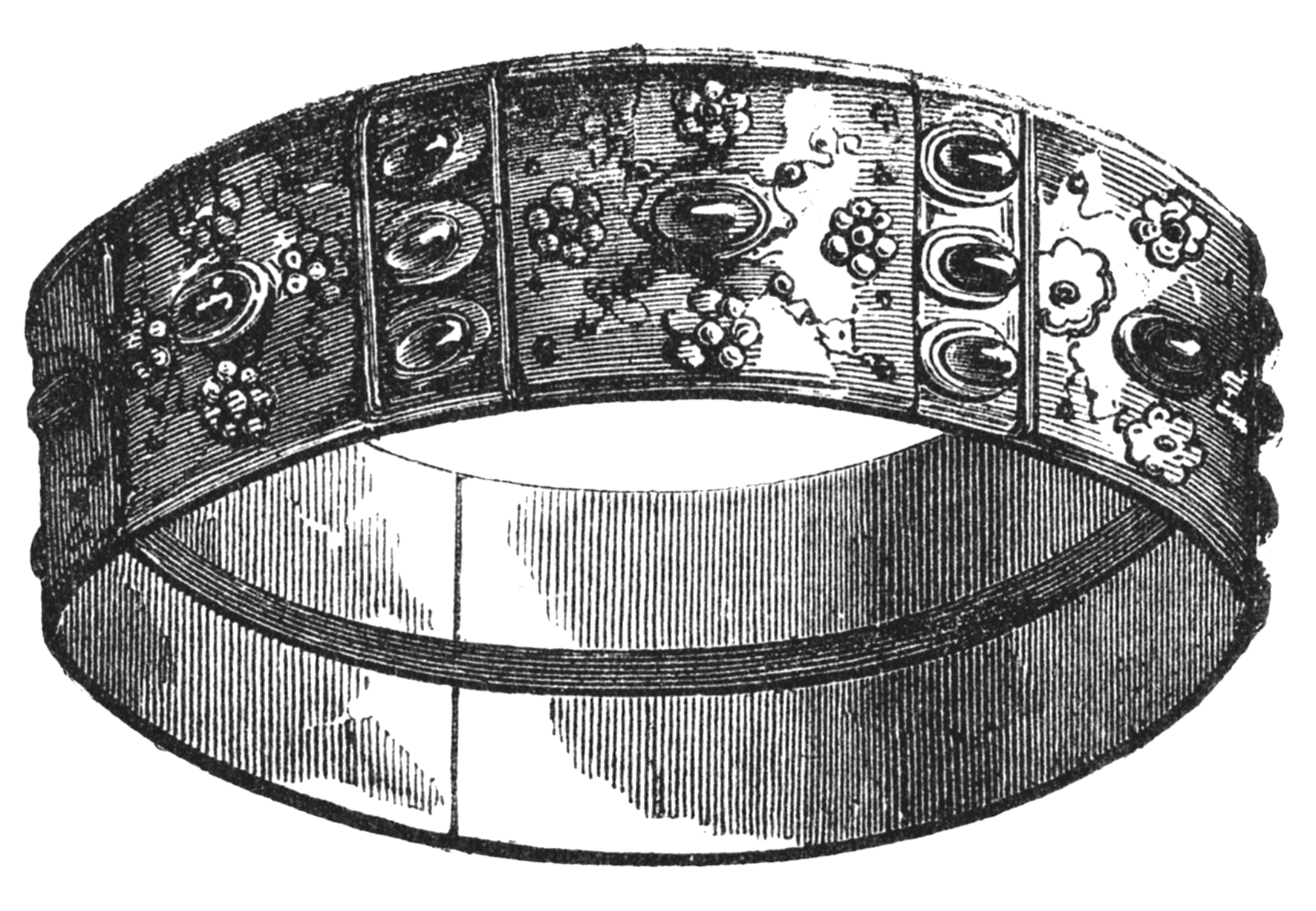
La Corona Fèrria

La Corona fèrria de Llombardia o, simplement, Corona Fèrria o Corona de Ferro és una antiga i preciosa corona emprada des de l'alta edat mitjana i fins al segle xix per a la coronació del rei d'Itàlia. Durant molt de temps, els emperadors del Sacre Imperi Romanogermànic van rebre aquesta corona.
A l'interior de la corona hi ha una làmina circular de metall que, segons la tradició, va ser forjada amb el ferro d'un dels claus que es van fer servir en la crucifixió de Crist. Per aquest motiu, la corona també és venerada com a relíquia, i es troba custodiada en una capella a la catedral de Monza (Itàlia), la capella de Teodolinda.

## Història
Segons la tradició, cap a l'any 324, Helena, mare de l'emperador Constantí I, va fer excavar la zona del Gòlgota a la recerca dels instruments de la Passió de Crist. En aquelles excavacions es trobà la que fou identificada com la Veracreu, que encara tenia clavats els claus. Helena deixà la creu a Jerusalem, però s'emportà els claus. De tornada a Roma, amb un dels claus va fer forjar un bocafort de cavall i va fer posar l'altre a l'elm de Constantí, a fi que tant l'emperador com el seu cavall fossin protegits en combat.
Dos segles després, el Papa Sant Gregori Magne hauria donat els claus a Teodolinda, reina dels longobards, qui va fer erigir la catedral de Monza, i va fer forjar la corona on s'inserí el clau forjat en la mateixa en forma de làmina circular.
La historiadora Valeriana Maspero manté, en canvi, que la corona va ser la diadema muntada al casc de Constantí, on el sant clau ja estava present. L'elm i el bocafort, juntament amb altres insígnies imperials, van ser portats a Milà per Teodosi I: Ambròs de Milà el descriu a la seva oració fúnebre de obitu Teodosii. Després de la caiguda de l'Imperi Romà d'Occident, l'elm va ser portat a Constantinoble, però ràpidament va ser reclamat pel rei ostrogot d'Itàlia Teodoric el Gran, qui tenia a Monza la seva residència estival. Els romans d'Orient li van enviar la diadema, però es quedaren l'elm. El Bocafort Sagrat seguí a Milà, i avui està conservat a la catedral de la ciutat.
La Corona Fèrria va ser usada pels reis longobards i després per Carlemany (qui la rebria al 775) i els seus successors, per a la coronació com a rei d'Itàlia. L'historiador de Monza Bartolomeo Zucchi va escriure cap al 1600 que la corona s'havia emprat en 34 coronacions fins a aquell moment. Els emperadors del Sacre Imperi Romanogermànic eren coronats en tres ocasions: una com a rei d'Alemanya, una segona com a rei d'Itàlia, i una darrera com a emperador (aquesta darrera era imposada pel Papa). La coronació amb la Corona Fèrria tenia lloc com a regla general a Milà, a la basílica de Sant Ambròs, tot i que de vegades tenia lloc a Monza o Pavia i, de manera excepcional, en alguna altra ciutat.
Entre una coronació i l'altra, la Corona Fèrria era custodiada a la catedral de Monza, motiu pel qual va rebre el títol de ciutat règia, propietat directa de l'emperador, i va gaudir de privilegis i excepcions fiscals. Això no obstant, aquesta travessà alguns problemes més: el 1248 va ser lliurada en garantia a l'orde dels Humiliats, com a garantia d'un important préstec concedit pel capítol de la catedral per pagar una pesada imposició monetària extraordinària de guerra, i no va ser recuperada fins al 1319. Successivament va ser traslladada a Avinyó, llavors seu papal, on s'estigué entre 1324 i 1345: en aquest període va ser fins i tot robada, encara que el lladre va ser capturat.
El Papa Innocenci VI promulgà el 1354 un edicte mitjançant el qual reivindicava el dret de Monza a la imposició de la Corona Fèrria a la seva catedral.
La tradició de la triple coronació va interrompre's amb Carles V, que va ser coronat el 1530 a Bolonya, i que quan abdicà el 1556 va dividir en dos el seu imperi, entre el seu germà Ferran i el seu fill Felip, i així es van separar els regnes d'Itàlia i Alemanya. Dos segles després, acabada la Guerra de Successió Espanyola, el ducat de Milà passà a Àustria, la qual cosa va fer reprendre de nou la tradició, i l'emperador Francesc I va rebre la Corona Fèrria el 1792.
La coronació més famosa va ser la de Napoleó Bonaparte, que es coronà rei d'Itàlia el 1805: al ritu celebrat a la catedral de Milà, ell mateix s'imposà la corona tot dient: «Déu me l'ha donat, i ai d'aquell que la toqui!».
Després del parèntesi napoleònic, la coronació tornà a ser una prerrogativa dels emperadors d'Àustria. Ferran I la va rebre el 1838. Durant les guerres d'independència italianes, la corona va ser requisada a Monza i portada a Viena, però el 1866, després de la derrota austríaca a la Tercera Guerra de la Independència, la corona va ser restituïda a Itàlia i retornà a Monza.
Malgrat això, els Savoia no la van fer servir mai en les coronacions, sinó que conservaren la corona del Regne de Sardenya (fins i tot a l'escut reial). A més a més, aquesta s'havia convertit en els anys precedents en un símbol de la dominació austríaca. I el Regne d'Itàlia havia entrat en conflicte amb el Papat per la conquesta de Roma, motiu pel qual emprar una corona que, a més, era venerada com una relíquia semblava quelcom poc oportú.
El rei Humbert I potser medità coronar-se amb la Corona Fèrria quan el clima polític es tornà més favorable: el 1890 va inserir la Corona Fèrria a l'escut reial, i el 1806 donà a la catedral de Monza, ciutat on li agradava residir, la vitrina de vidre blindat on encara és custodiada. El seu assassí va interrompre els seus projectes el 1900, però sobre la seva tomba al Panteó de Roma descansa una còpia en bronze de la Corona Fèrria. El seu fill, Víctor Manuel III no va voler cap mena de cerimònia de coronació. Finalment, amb la proclamació de la República Italiana el 1946, la Corona Fèrria deixà de ser un símbol de poder per a convertir-se, només, en una relíquia i en un record històric.
El darrer viatge de la corona va tenir lloc durant la Segona Guerra Mundial: tement que els nazis volguessin apoderar-se'n, el cardenal Ildefons Schuster la va fer traslladar al Vaticà, on va estar-s'hi fins al 1946. Aquesta retornà a Monza, portada per dos canonges de la catedral a l'interior d'una maleta.

## La corona
La corona és una lliga d'argent i or en un 80%, i està composta per sis plaques lligades entre elles per frontisses verticals. Té un diàmetre de 15 cm i una alçada de 5,5 cm. La corona és massa petita per poder posar-se al cap d'un home, i es creu que potser en un origen estava composta per vuit plaques en comptes de sis.
Està adornada per vint-i-sis roses d'or, vint-i-dos gemmes de diversos colors i vint-i-quatre joies d'altres tipus. La làmina circular, que tradicionalment s'identifica amb el Clau Sagrat, recorre la cara interna de les sis plaques.
Segons la reconstrucció de Valeriana Maspero, en origen les plaques d'or tenien només una gemma central (com es veu en algunes monedes que representen a Constantí I el Gran amb el seu elm al cap. Dues corones que es van trobar al segle xviii a Kazan, (Rússia), són molt semblants, la qual cosa fa suposar que potser la Corona Fèrria va ser obra d'orfebres orientals.
Les làmines de color amb les altres pedres van ser afegides probablement per Teodoric, que va fer posar la diadema sobre d'un altre elm, en substitució de l'altre retingut pels romans d'Orient. Carlemany va fer substituir posteriorment alguna de les làmines que s'havien malmès. L'examen de carboni 14 a través de dues peces d'estuc els han datat als voltants de l'any 500, i els altres als voltants de l'any 800. L'aspecte de la corona posterior a la restauració encarregada per Carlemany apareix als documents relatius a la coronació de Frederic I Barbaroja; i aquesta ja no va ser situada mai més sobre un elm, ja que llavors ja tenia les dimensions adequades per poder-se portar sobre el cap.
Les dues plaques que falten probablement van ser robades mentre que la corona es trobava en poder dels Humiliats, que la conservaren al convent de Santa Àgata (a l'actual piazza Carrobiolo de Monza). Els documents successius el 1300 la descriuen com a petita. El 1345, l'orfebre Antellotto Bracciforte va rebre l'encàrrec de fer una segona restauració, que li donà el seu aspecte actual.

## El Sant Clau
La identificació de la làmina metàl·lica a la corona amb el clau de la Passió de Crist sembla venir del segle xvi. Sant Carles Borromeu, que rellançà la veneració del sacre brocat a la catedral de Milà, visità també la Corona Fèrria i pregà davant d'ella. El 1602, Bartolomeo Zucchi afirmà amb certesa que la corona era la diadema de Constantí i que s'hi trobava el Clau Sagrat. Un segle després, Ludovic Antoni Muratori expressà el contrari, afirmant que la lamina, en comparació amb un clau romà de crucifixió, era massa petita.
Mentrestant, també les autoritats eclesiàstiques van examinar el problema, i finalment el 1717, el Papa Climent XI decretà que, no obstant la mancança de certesa sobre la presència real del clau a la corona, se n'autoritzava la veneració com a relíquia basant-se en la tradició ja secular en aquest sentit.
El 1993, la corona va ser sotmesa a anàlisis científiques, i el veredicte va ser clamorós: la làmina ni tan sols era de ferro, sinó de plata. Segons Valeriana Maspero, aquesta va ser insertada per Branciforte el 1345 per soldar la corona que havia resultat malmesa després del robatori de dues de les plaques.
Maspero, en canvi, sosté que la corona sí que pot ser la diadema de Constantí i que amb el Sant Clau s'haguessin forjat dos petits arcs emprats per unir la diadema a l'elm. Quan els romans d'Orient van desenganxar la diadema per donar-li a Teodoric, aquests van retenir també els arcs. L'elm va restar exposat a la basílica de Santa Sofia de Constantinoble, situada sobre l'altar, fins al saqueig venecià de 1204, quan se'n perdé la pista.